# Ladji Keita
Ladji Keita (* 29. April 1983 in Dakar) ist ein senegalesischer ehemaliger Fußballspieler.

## Karriere
Keita begann seine Karriere in der Saison 2002/03 beim senegalesischen Hauptstadtverein ASC Jeanne d’Arc. Bereits ein Jahr später verließ er sein Heimatland und kam nach Europa, wo er zum französischen Verein Olympique Valence wechselte.
2013 wechselte Keita nach langen Jahren in Portugal zu Atlético Petróleos Luanda in die erste Liga von Angola. Seit 2014 spielt Keita für den Kabuscorp FC do Palanca.